# Lionginas Šepetys
Lionginas Šepetys (* 23. November 1927 in Kazliškiai, Bezirk Ukmergė; † 9. Dezember 2017 in Vilnius) war sowjetischer Politiker. Er war Abgeordneter des Obersten Sowjets sowie in der Litauischen SSR Minister und Mitglied des Parlaments (Seimas).

## Leben
Nach dem Abitur in Ukmergė absolvierte Šepetys 1953 das Diplomstudium am Polytechnischen Institut in Kaunas (KPI) und wurde Bauingenieur. Von 1953 bis 1957 war er Assistent und Hochschullehrer am KPI. Von 1960 bis 1963 studierte er in der Aspirantur an der Akademie für Gesellschaftswissenschaften in Moskau. 1963 promovierte er als Kunstwissenschaftler und habilitierte sich 1987 in Philosophie. Von 1963 bis 1968 arbeitete er an der Kunstakademie Vilnius und lehrte dort ab 1964 als Dozent. Von 1967 bis 1976 war er Kultusminister der Litauischen SSR, ab 1984 litauischer Abgeordneter im Obersten Sowjet der UdSSR, ab 1967 Deputat und ab 1981 Vorsitzender des Obersten Sowjets der Litauischen SSR. Von 1990 bis 1992 gehörte er dem Seimas an. Von 1995 bis 1997 arbeitete er als Pressesprecher am Energiewirtschaftsministerium der Republik Litauen.
Šepetys war verheiratet und hatte zwei Kinder.

## Bibliographie
- Daiktų grožis. Mintis, Vilnius, 1965 („Die Schönheit der Dinge“)
- Modernizmo metmenys. Vaga, Vilnius, 1967, 2. Auflage 1982 („Umriss der Moderne“)
- Ispanija: Siluetai ir spalvos. Vaga, Vilnius, 1973 („Spanien: Silhouetten und Farben“)
- Žmogus. Menas. Aplinka. Vaga, Vilnius, 1978 („Mensch – Kunst – Umwelt“)
- Menas ir aplinka („Kunst und Umwelt“, russisch)
- Kultūra ir mes:  lietuvių tarybinė kultūra brandaus socializmo sąlygomis. Vaga, Vilnius, 1985 („Kultur und wir“)